# Plagiotremus ewaensis
Plagiotremus ewaensis là một loài cá biển thuộc chi Plagiotremus trong họ Cá mào gà. Loài này được mô tả lần đầu tiên vào năm 1852.

## Từ nguyên
Từ định danh ewaensis được đặt theo tên gọi của quận Ewa cũ trên đảo Oahu, bờ biển nơi mà mẫu định danh của loài cá này được thu thập (–ensis: hậu tố chỉ nơi chốn trong tiếng Latinh).

## Phân bố và môi trường sống
P. ewaensis là loài đặc hữu của quần đảo Hawaii, độ sâu đến ít nhất là 55 m.

## Mô tả
Chiều dài chuẩn lớn nhất được ghi nhận ở P. ewaensis là 10,2 cm. Loài này có màu vàng hoặc vàng cam với hai sọc xanh lam viền đen.
Số gai vây lưng: 10–12; Số tia vây lưng: 34–36; Số gai vây hậu môn: 2; Số tia vây hậu môn: 31–33; Số tia vây ngực: 12–13.
Loài chị em của P. ewaensis, Plagiotremus rhinorhynchos, có phân bố rộng khắp khu vực Ấn Độ Dương - Thái Bình Dương (trừ Hawaii). P. ewaensis có sọc dưới (bao gồm cả dải viền đen) luôn dày hơn P. rhinorhynchos, và số lượng răng cửa ở hàm dưới của P. ewaensis ít hơn hẳn so với P. rhinorhynchos.

## Sinh thái
Trứng của P. ewaensis dính vào chất nền thông qua một tấm đế dạng sợi. Cá bột là dạng phiêu sinh vật, thường được tìm thấy ở vùng nước nông ven bờ.